# Drégelypalánk
Drégelypalánk är en ort (by) i provinsen Nógrád i norra Ungern. Orten har 1 342 invånare (2024), på en yta av 22,18 km². Den ligger vid gränsen till Slovakien, cirka 18,5 kilometer väster om Balassagyarmat.